# 와가키밴드

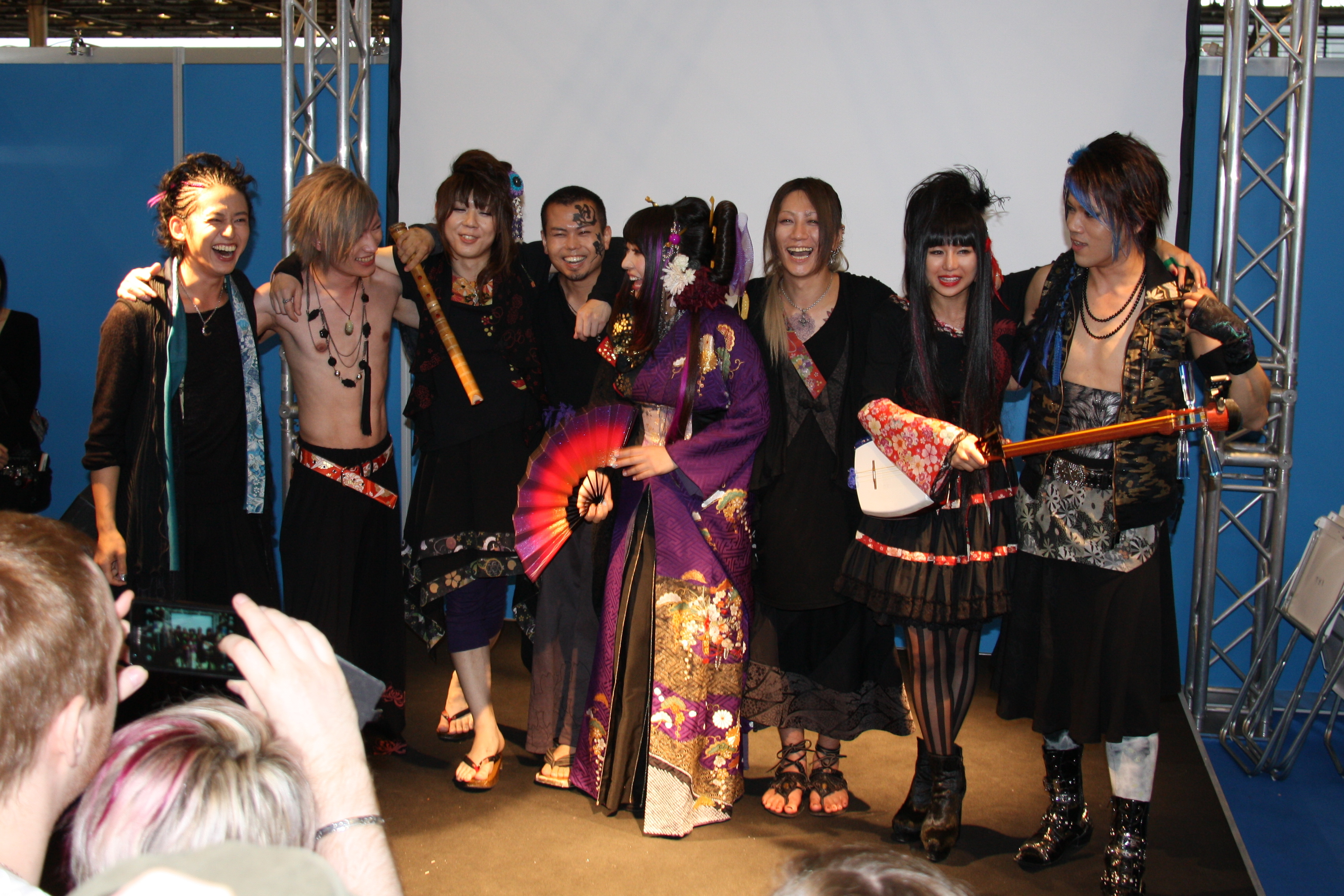

와가키밴드(Wagakki Band, 일본어: 和楽器バンド)는 록과 메탈 음악에 와가키 악기와 시긴 시를 결합한 일본 밴드이다.
이들의 초기 노래는 보컬로이드에서 각색되었으며, "Tengaku"(天樂) 및 "천본앵 (노래)"(千本桜) 노래의 뮤직 비디오는 첫 앨범이 출시되기 전에 온라인에서 수백만 조회수를 기록했다. 2015년에는 오리지널 앨범인 야소 에마키가 오리콘 앨범 차트 1위로 데뷔하고 일본 레코드 대상을 수상했다. 네 번째 앨범 Otonoe(2018)도 일본 레코드 대상을 수상했다. 와가키밴드는 아시아, 유럽, 미국에서 라이브 공연을 펼쳤다.

## 음반
- Vocalo Zanmai (2014)
- Yasou Emaki (2015)
- Shikisai (2017)
- Otonoe (2018)
- Tokyo Singing (2020)
- Vocalo Zanmai 2 (2022)
- I vs I (2023)

## 같이 보기
- 보컬로이드